# Parc national de Sete Cidades
Le parc national de Sete Cidades (en portugais : Parque Nacional de Sete Cidades) est un parc national de l'État de Piauí, au Brésil.

## Galerie

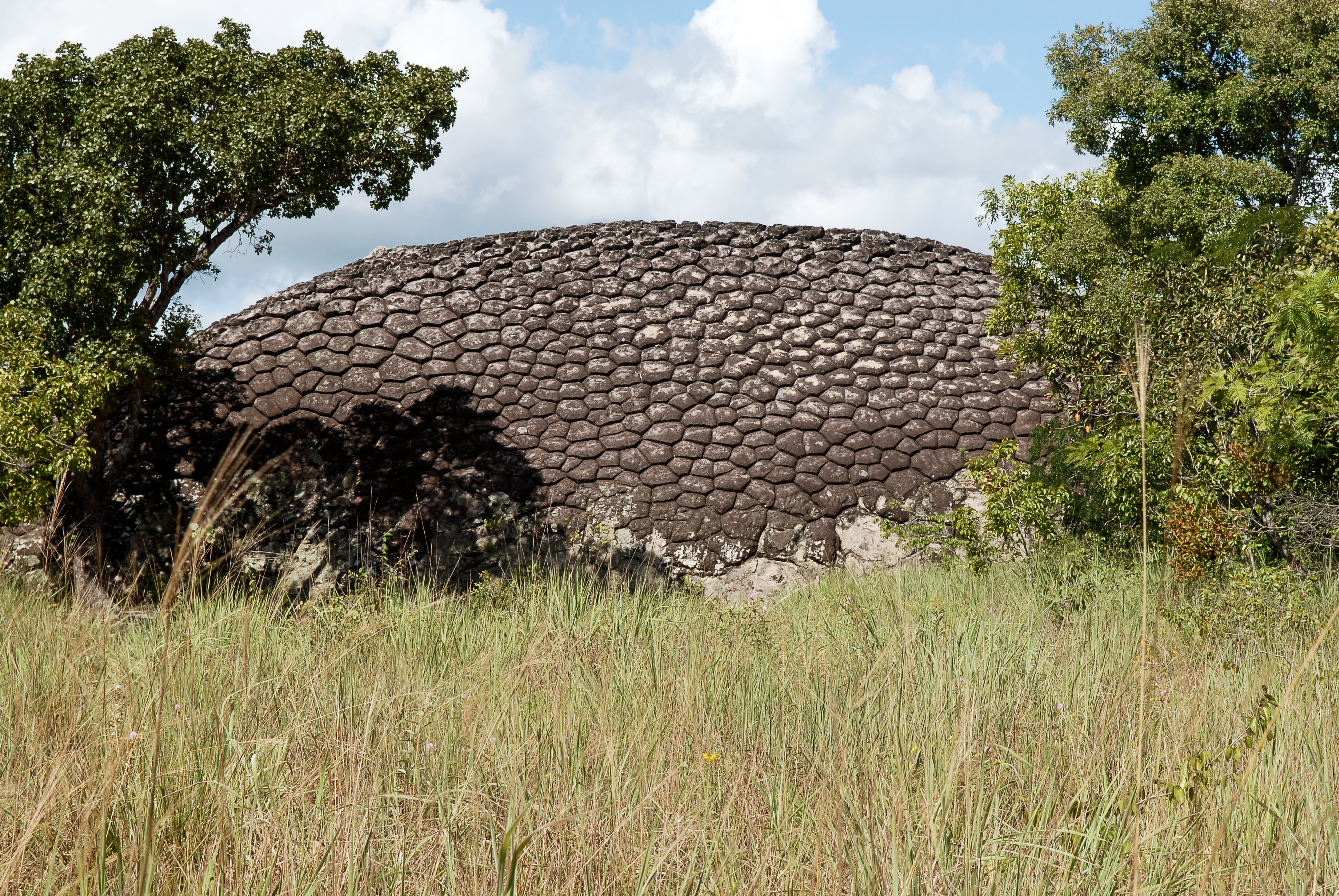
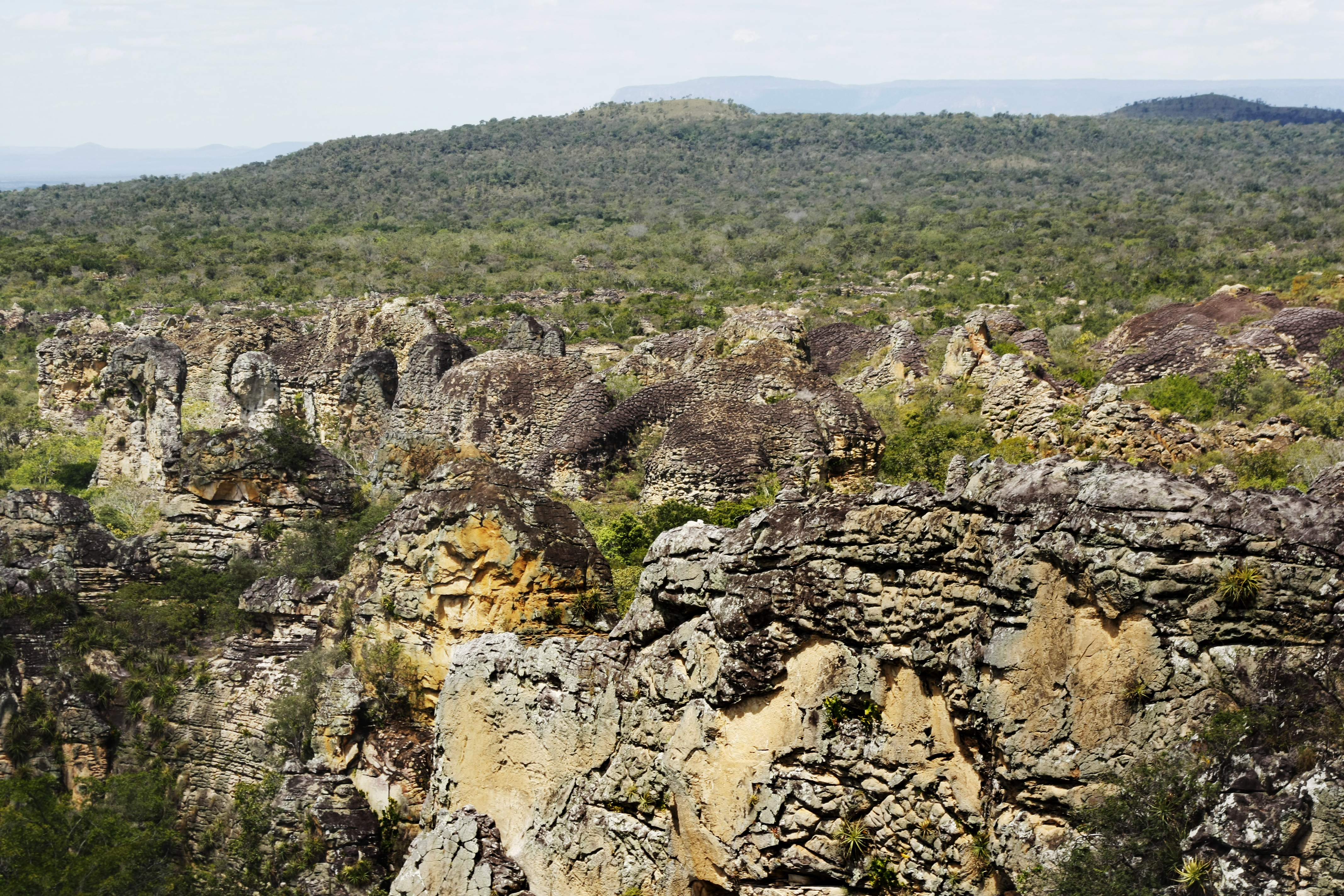
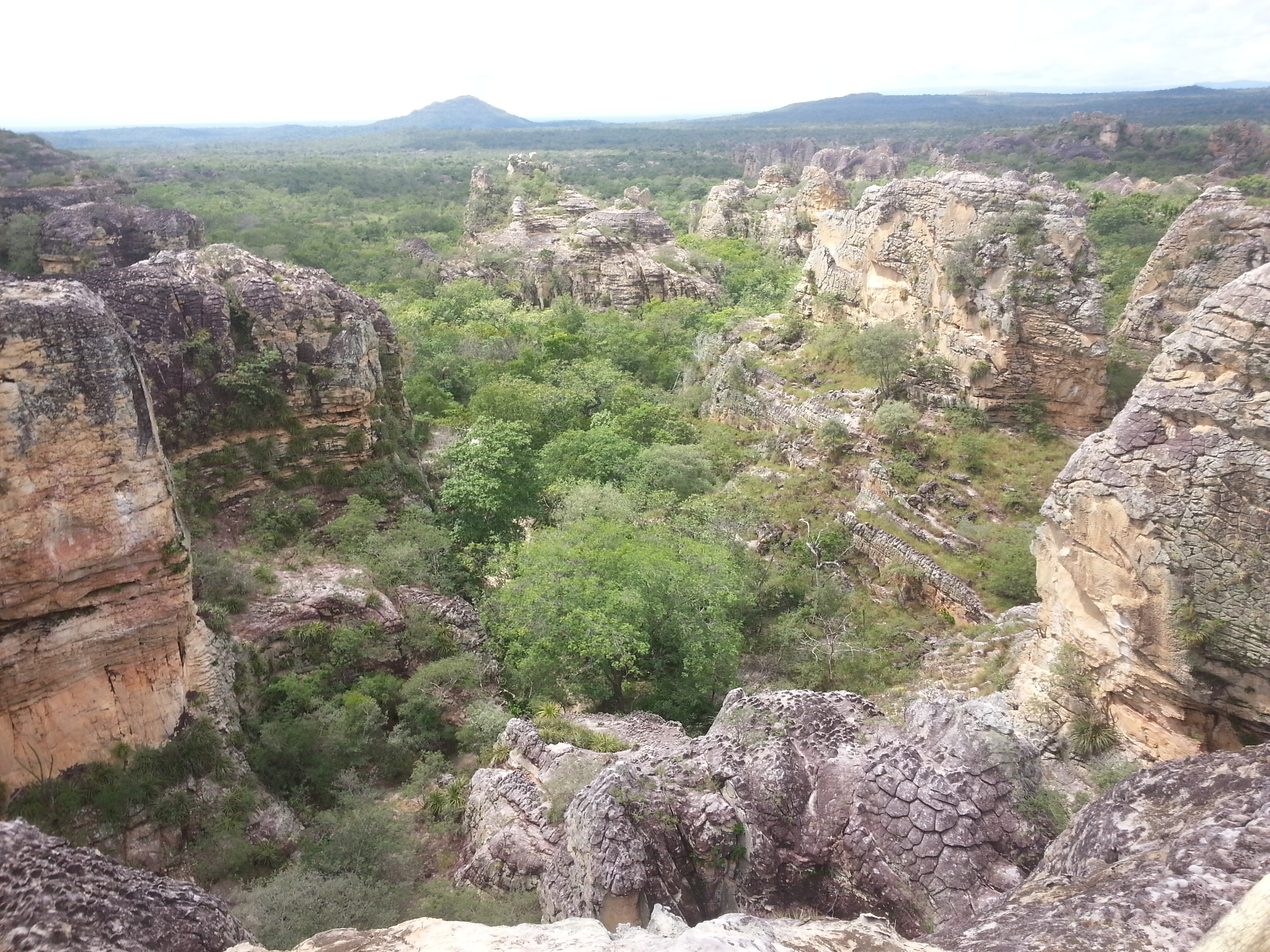
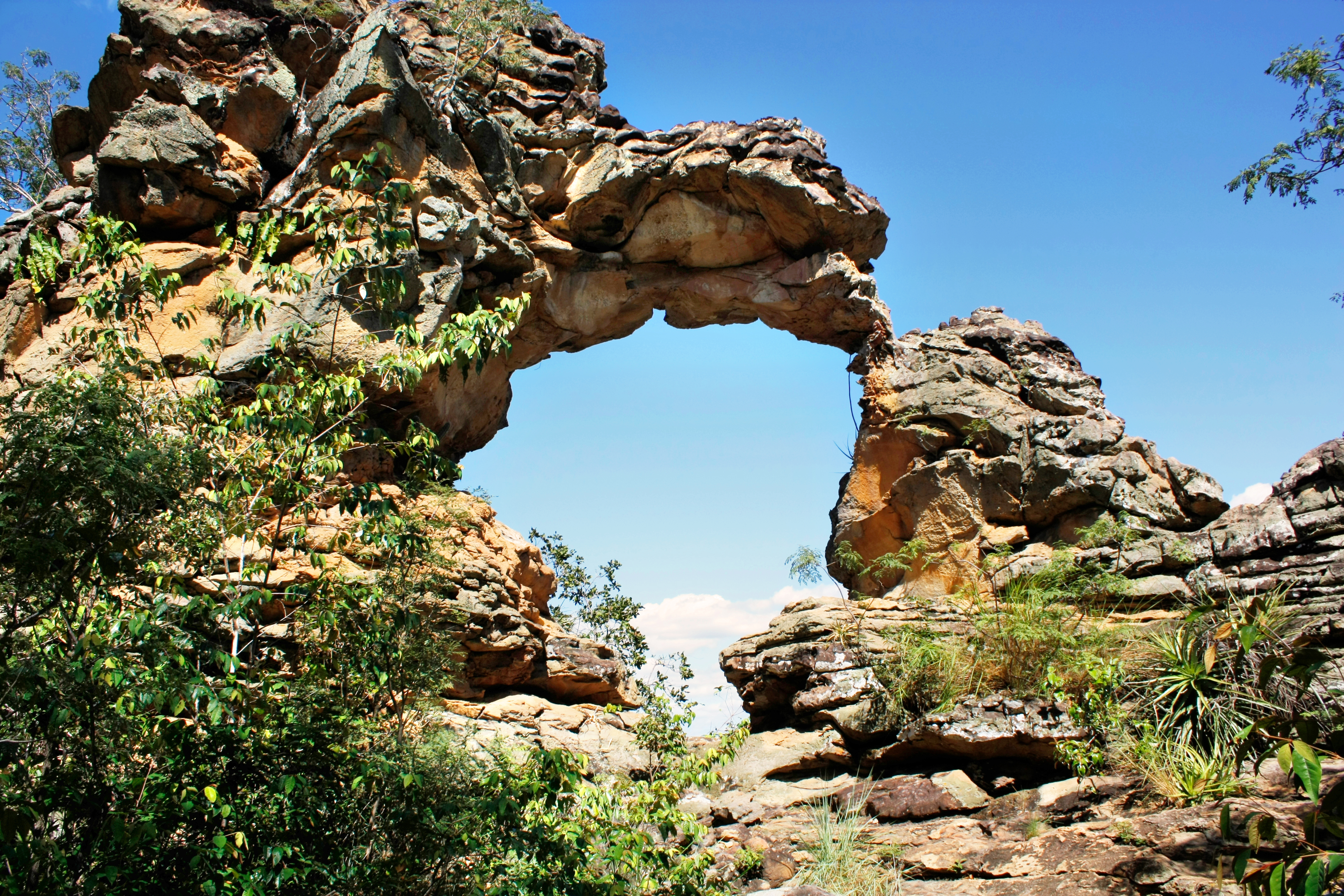
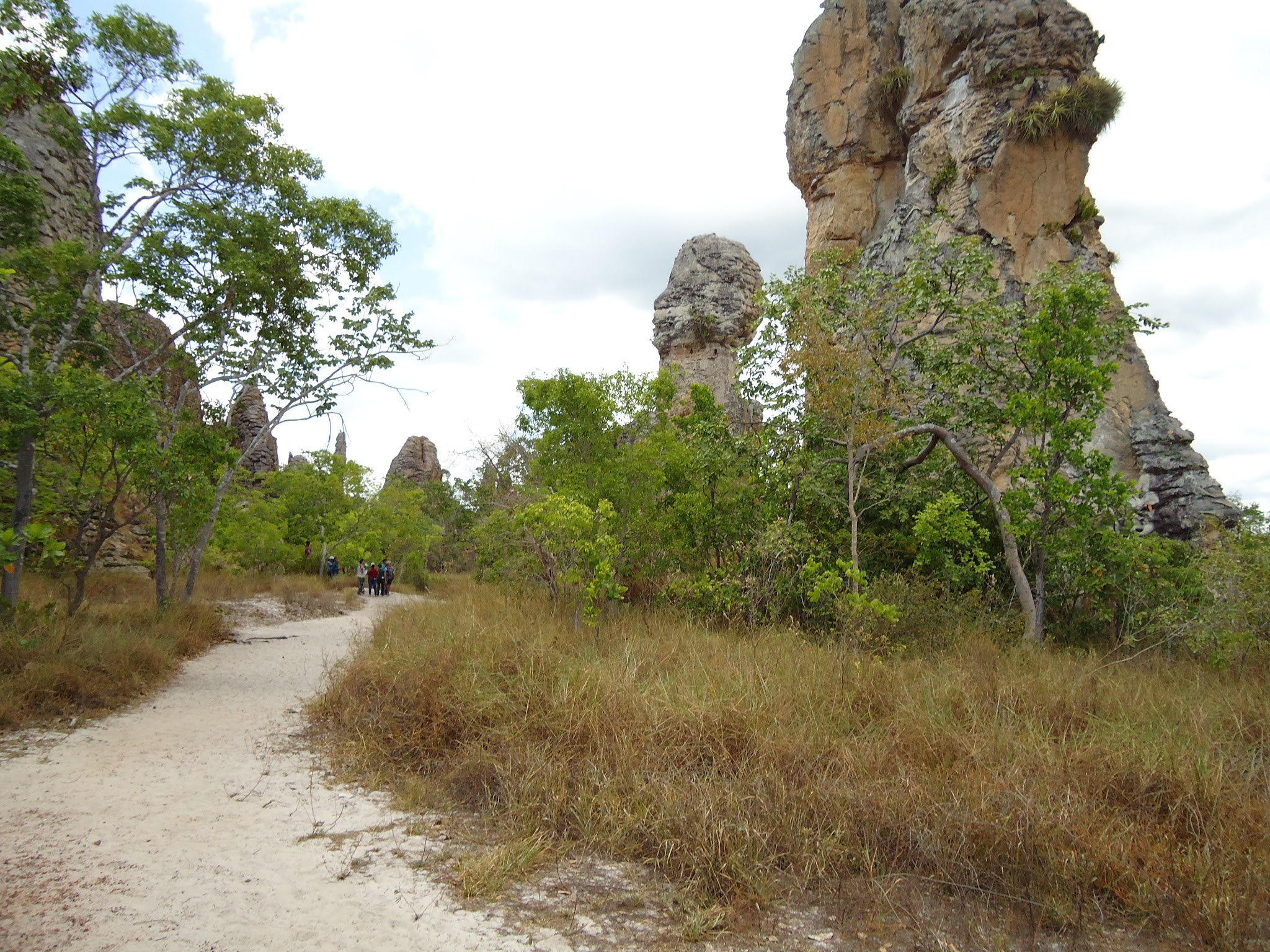

## Emplacement
Le parc national Sete Cidades est réparti entre les communes de Brasileira (26,21 %) et Piracuruca (73,77 %) dans l'État de Piauí. Sa superficie est de 7700 hectares. Le parc est entouré par la zone de protection de l'environnement de la Serra da Ibiapaba de 1 592 000 hectares, créée en 1996.

## Histoire
Le parc national Sete Cidades a été créé le 8 juin 1961 par Jânio Quadros, président du Brésil. L'ordonnance 126 du 14 décembre 2010 a créé le conseil consultatif.

## Environnement
Le parc contient des forêts de savane aride (forêts de babassu) et des zones de contact entre la savane, la savane aride et la forêt saisonnière. Il protège une formation géologique importante et préserve les ressources en eau dans une région sèche. Les monuments géologiques constituent la principale attraction. Le parc contient également des peintures et inscriptions rupestres préhistoriques.